# Strzępiarka
Strzępiarka – urządzenie do rozdrabniania odpadów powstałych w procesie demontażu pojazdów (głównie samochodów) wycofanych z eksploatacji.

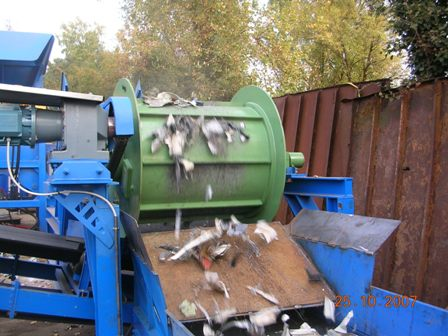
Produkty strzępiarki

W dokumentach wykonawczych zawarto szczegółowy opis wymogów dla tego urządzenia. Powinno być ustawione na utwardzonej, szczelnej powierzchni wyposażonej w system doprowadzania odcieków do separatora substancji ropopochodnych i wyposażone w:
- urządzenie strzępiące
- urządzenie odpylające
- urządzenie separujące.

Proces rozdziału powinien być oparty na następujących metodach:
- metoda magnetyczna – do rozdziału frakcji metali ferromagnetycznych (przede wszystkim stali)
- metoda elektrodynamiczna – do rozdziału frakcji metali nieżelaznych
- metoda mechaniczno-pneumatyczna – do rozdziału frakcji tworzyw sztucznych, szkła i pozostałych.